# Noi, i ragazzi dello zoo di Berlino (serie televisiva)
Noi, i ragazzi dello zoo di Berlino (Wir Kinder vom Bahnhof Zoo) è una miniserie televisiva tedesca creata da Annette Hess, pubblicata sul servizio online di Amazon Prime Video il 19 febbraio 2021. È una rivisitazione del bestseller omonimo di Kai Hermann e Horst Rieck.

## Trama
Berlino Ovest, anni Settanta. Christiane è una tredicenne che vuole a tutti i costi essere riconosciuta dai compagni. Cerca di avvicinarsi a Stella, una ragazza della sua scuola, e alla fine comincia a recarsi al Sound, una discoteca. Christiane ha una situazione familiare difficile: i genitori sono separati e lei vive con la madre, mentre il padre vive da solo ed è sempre pieno di progetti che spesso non vanno a buon fine.  
Stella ha una madre che si è appena disintossicata dall'alcol, e che gestisce una birreria. Al Sound le due fanno conoscenza di Babsi (ragazzina ricca e viziata scappata dalla casa della nonna con cui vive) e tre ragazzi, Michi, Benno e Axel. Si crea quindi un gruppo, a cui presto si aggiunge lo squallore della droga, della prostituzione e delle stazioni della metropolitana. Christiane e Benno vivono il loro amore in mezzo tutto a questo, anche se Michi, il migliore amico di Benno, è innamorato di lui, e quindi gelosissimo di Christiane. Le tre ragazze hanno un cliente fisso, Gunter, che alla fine verrà processato per pedofilia. Due membri e del gruppo moriranno, e dopo vari tentativi falliti di disintossicazione, la madre di Christiane la manda a vivere da sua zia, nella campagna di Amburgo.

## Episodi
| Stagione       | Episodi | Pubblicazione Germania | Pubblicazione Italia |
| -------------- | ------- | ---------------------- | -------------------- |
| Prima stagione | 8       | 2021                   | 2021                 |

## Produzione

### Sviluppo
La serie è una rivisitazione del bestseller omonimo su Christiane Felscherinow, una biografia memorialistica pubblicata nel 1978. Fu uno dei più grandi successi letterari del dopoguerra, rimase nella lista dei bestseller di Spiegel per un anno e mezzo e nel 1981 ne venne tratto il film Cristiana F. - Noi, i ragazzi dello zoo di Berlino, con la partecipazione di David Bowie.
La serie è stata realizzata come una coproduzione internazionale tra la Constantin Television e Amazon. Anche Wilma Film Prague e la società di produzione italiana Cattleya sono stati coinvolti come co-produttori. La produzione è stata finanziata dal FilmFernsehFonds Bayern con un milione di euro.
Annette Hess, già autrice delle sceneggiature della serie Ku’damm, ha adattato la serie televisiva, mentre Philipp Kadelbach ha diretto tutti gli otto episodi.

### Casting
Il cast della serie venne annunciato nell'ottobre 2019.

### Riprese
Le riprese si sono svolte a Praga e a Berlino da metà luglio 2019 fino alla fine di febbraio 2020. Nella capitale tedesca, la serie è stata girata nel quartiere Gropiusstadt, alla stazione ferroviaria di Berlino Giardino Zoologico e nella metropolitana.

## Distribuzione
Il primo trailer è stato presentato alla fine di dicembre 2020.
La serie è stata distribuita su Amazon Prime Video il 19 febbraio 2021.

## Riconoscimenti
- 2021 - German Screen Actors Awards
  - Nomination Miglior attore non protagonista a Bernd Hölscher
  - Nomination Miglior attore a Lea Drinda[8]

- 2021 - German Television Academy Awards
  - Nomination Best Visual Effects

- 2021 - Romy Gala
  - Nomination Miglior sceneggiatura televisiva
  - Nomination Miglior fotografia televisiva